# Wybory parlamentarne w Estonii w 2011 roku
Wybory parlamentarne w Estonii w 2011 roku (est. 2011. aasta Riigikogu valimised) odbyły się 6 marca. Ich celem było wyłonienie 101 posłów do Riigikogu XII kadencji.
Wybory parlamentarne w Estonii od 1995 roku odbywają się co cztery lata, każdorazowo na początku marca. Wiosną 2011 roku swą czteroletnią kadencję zakończył wybrany 4 marca 2007 roku Riigikogu XI kadencji. W związku z tym 6 marca 2011 roku odbyły się wybory do parlamentu XII kadencji. Zgodnie z obowiązującą ustawą i kalendarzem wyborczym, od 24 lutego do 6 marca można było głosować przez internet (tzw. e-voting), możliwe było również głosowanie pocztą, w miejscu zamieszkania (w mieszkaniu), a także przez telefon komórkowy. W dniu wyborów lokale były otwarte od 9 rano do 8 wieczorem. Czynne prawo wyborcze posiadają obywatele Estonii, którzy ukończyli 18 lat, a bierne, którzy ukończyli 21 lat – z wyjątkiem pracowników sił zbrojnych.
W wyborach zgłoszono 789 kandydatów, co oznacza 7,81 kandydata na jedno miejsce mandatowe. O miejsca w Riigikogu ubiegają się przedstawiciele 9 partii politycznych i 32 kandydatów niezależnych.
W wyborach wzięły udział następujące ugrupowania:
- Estońska Partia Reform (est. Eesti Reformierakond)
- Estońska Partia Centrum (est. Eesti Keskerkond)
- Związek Ojczyźniany i Republikański (est. Isamaa ja Respublica Liit)
- Partia Socjaldemokratyczna (est. Sotsiaaldemokraatlik Erakond)
- Estoński Związek Ludowy (est. Eestimaa Rahvaliit)
- Estońska Partia Zielonych (est. Erakond Eestimaa Rohelised)
- Rosyjska Partia w Estonii (est. Vene Erakond Eestis)
- Estońscy Chrześcijańscy Demokraci (est. Erakond Eesti Kristlikud Demokraadid)[7].
- Estońska Partia Niepodległościowa (est. Eesti Iseseisvuspartei)

Według sondaży największe szanse na wygraną miała Partia Reform. O kolejne miejsca walczyły Estońska Partia Centrum, Związek Ojczyźniany i Republikański oraz Partia Socjaldemokratyczna.
Wybory były obserwowane przez ponad stu międzynarodowych obserwatorów, głównie z Białorusi (28), a także m.in. z Mołdawii, Łotwy, Tajwanu, Polski i Norwegii. Misję obserwatorów z Polski zorganizowało Europejskie Centrum Analiz Geopolitycznych.
W głosowaniu przedterminowym do 2 marca wzięło udział 249,8 tys. uprawnionych (27,4%), z tego 109 tys. głosowało metodą tradycyjną, 140,8 tys. – elektroniczną (w 106 krajach). 96% głosów elektronicznych oddano w Estonii, pozostałe m.in. w Finlandii (1,5 tys.), Wielkiej Brytanii (474) i Szwecji (438).

## Wyniki wyborów
Zgodnie z prognozami przedwyborczymi wybory wygrała Partia Reform premiera Ansipa, uzyskując 164,3 tys. głosów (28,56%). Na kolejnych miejscach znalazły się: Partia Centrum – 134,1 tys. i 23,32%, Związek Ojczyźniany i Republikański – 118,0 tys. i 20,52% oraz Partia Socjaldemokratyczna – 98,3 tys. i 17,09%. Dwa ugrupowania obecne wcześniej w Riigikogu nie uzyskały przedstawicielstwa: Estońska Partia Zielonych z 21,8 tys. głosami i 3,80% oraz Związek Ludowy z 12,2 tys. i 2,12%. Progu wyborczego nie przekroczyły również trzy pozostałe partie: Partia Rosyjska w Estonii, Estońscy Chrześcijańscy Demokraci i Estońska Partia Niepodległości. Partia Reform będzie mieć w Riigikogu XII kadencji 33 posłów, koalicyjny IRL – 23, Partia Centrum – 26, socjaldemokraci – 19. Najlepszy wynik personalny w wyborach uzyskał Edgar Savisaar – 23,0 tys., następnie Andrus Ansip – 19,0 tys., Urmas Paet – 10,8 tys. i Mart Laar – 9,5 tys.. Wybory zapewniły stabilną większość koalicji partii tworzących gabinet Andrusa Ansipa, które odnowiły koalicję w ramach nowego rządu dotychczasowego premiera.

## Lista wybranych posłów
Partia Reform (33)
Andrus Ansip, Urmas Paet, Kaja Kallas, Keit Pentus, Urmas Kruuse, Taavi Rõivas, Igor Gräzin, Jürgen Ligi, Valdo Randpere, Rein Lang, Hanno Pevkur, Jaanus Tamkivi, Urve Tiidus, Urmas Klaas, Väino Linde, Rait Maruste, Laine Jänes, Kristiina Ojuland, Kristen Michal, Lauri Luik, Mati Raidma, Aivar Sõerd, Tarmo Leinatamm, Kalle Palling, Kalle Jents, Jüri Jaanson, Aare Heinvee, Meelis Mälberg, Tõnis Kõiv, Peep Aru, Remo Holsmer, Arto Aas, Kalev Lillo
Partia Centrum (26)
Edgar Savisaar, Jüri Ratas, Michaił Stalnuchin, Denis Borodicz, Yana Toom, Kadri Simson, Valeri Korb, Marika Tuus, Eldar Efendijev, Heimar Lenk, Władimir Welman, Mailis Reps, Kalle Laanet, Olga Sõtnik, Aadu Must, Inara Luigas, Enn Eesmaa, Lembit Kaljuvee, Aivar Riisalu, Peeter Võsa, Viktor Vassiljev, Rainer Vakra, Mihhail Kõlvart, Ester Tuiksoo, Priit Toobal, Kalev Kallo
Związek Ojczyźniany i Republikański (23)
Mart Laar, Jaak Aaviksoo, Helir-Valdor Seeder, Tõnis Lukas, Ene Ergma, Erki Nool, Marko Pomerants, Juhan Parts, Marko Mihkelson, Ken-Marti Vaher, Urmas Reinsalu, Andres Herkel, Toomas Tõniste, Kaia Iva, Aivar Kokk, Annely Akkermann, Margus Tsahkna, Priit Sibul, Tõnis Palts, Siim Valmar Kiisler, Sven Sester, Reet Roos, Indrek Raudne
Partia Socjaldemokratyczna (19)
Peeter Kreitzberg, Sven Mikser, Eiki Nestor, Ivari Padar, Heljo Pikhof, Indrek Saar,
Urve Palo, Andres Anvelt, Jaan Õunapuu, Kalvi Kõva, Marianne Mikko, Neeme Suur, Rannar Vassiljev, Helmen Kütt, Jewgienij Osinowski, Kalev Kotkas, Jaak Allik, Karel Rüütli, Kajar Lember
Źródła: